# Temps solar mitjà
Es defineix el temps solar mitjà com el temps mesurat sobre la referència del dia solar mitjà. Aquest consisteix en el lapse existent entre el pas consecutiu del Sol mitjà pel meridià superior del lloc, sent una mitjana del dia solar verdader, i es correspon amb el temps civil. Es tracta fonamentalment d'un temps local, ja que depèn de l'observació del pas consecutiu del Sol mitjà pel meridià de cada lloc. Aquest fenomen fa veure que depèn fonamentalment de la longitud del lloc d'observació (tots els llocs amb la mateixa longitud, amb independència de la latitud en què es troben, tenen el mateix temps solar mitjà).
Els dies solars vertaders no tenen tots la mateixa durada; això es deu al fet que la trajectòria del moviment aparent del Sol no és l'equador celeste sinó l'eclíptica, i a més l'angle que recorre el Sol cada dia per l'eclíptica no és constant (segona llei de Kepler). Aquesta circumstància fa que la utilització del dia solar vertader com a mesura del temps civil sigui poc recomanable des del punt de vista pràctic. Per obtenir un dia de duració constant i que a la vegada estigui relacionat amb el moviment del Sol, s'ha introduït el concepte de Sol equatorial mitjà, que és un punt de l'esfera celeste que es mou per l'equador celeste de manera uniforme a una velocitat angular calculada, de manera que el temps transcorregut entre dues culminacions successives del Sol mitjà sigui la mitjana de tots els dies solars vertaders en un any.
Un dia solar mitjà equival a 86 400 segons, unitat que actualment es defineix a partir de propietats atòmiques molt precises, la qual cosa permet mesurar les diferències amb el dia solar verdader. Aquest temps no es mesura directament mitjançant cap mena de rellotge sinó que s'obté indirectament de l'observació d'altres temps: per exemple, el temps solar esbrinat mitjançant la lectura en l'escala d'un quadrant solar i calculat aritmèticament mitjançant l'equació del temps. Les diferències principals entre el temps solar mitjà i el temps solar aparent es deuen a la inclinació de l'eclíptica i a l'excentricitat de l'òrbita.
Està basat en un sol fictici que viatja a una velocitat constant al llarg de l'any. La durada del dia solar mitjà és de 24 hores i és constant durant tot l'any. La durada d'un dia solar aparent varia al llarg de l'any. Això es deu al fet que l'òrbita terrestre és una el·lipse, amb la qual cosa la Terra en el seu moviment de translació es mou més ràpid quan s'acosta al Sol i més lentament quan se n'allunya (lleis de Kepler). A causa d'això, en l'hemisferi nord els dies solars aparents són més curts en els mesos de març i setembre que en els mesos de juny o desembre; es produeix el fenomen invers a l'hemisferi sud. La diferència entre el temps solar aparent i el temps solar mitjà, que de vegades arriba a ser de 15 minuts, és anomenada equació de temps.

## Relació entre temps

### Temps sideri i temps solar mitjà
Per a establir la relació existent entre un dia solar mitjà i un dia sideri, es pot suposar que en un instant donat el punt Àries γ i el Sol mitjà (ambdós punts són imaginaris en astronomia) passen simultàniament pel meridià del lloc (culminació). En passar el temps, ambdós punts avançaran en el sentit de les agulles del rellotge encara que, sent el Sol mitjà més lent, es retardaria a causa del seu moviment propi uniforme anual. D'esta manera es tindria que l'endemà el Sol mitjà arribaria al meridià superior més tard que el punt Àries, i quan el Sol mitjà haja aconseguit arribar al meridià, el punt Àries ja haurà descrit l'arc A. D'esta manera es pot definir el dia solar mitjà com la composició d'un dia sideri més una fracció de dia equivalent a l'augment de l'ascensió recta del Sol mitjà en un dia solar mitjà (Δα).
Per tant, es pot dir que un dia solar mitjà és igual a 24 hores més Δα, que és la porció d'angle diürn que es retarda el sol mitjà en arribar sobre el meridià.

### Temps civil i temps solar mitjà
En aquest cas, el temps civil és el temps solar mitjà augmentat en 12 hores:

### Temps aparent i temps mitjà

L'equació de temps

A la diferència entre el temps solar mitjà i el temps solar aparent en cada instant se la coneix com a equació de temps.
La paraula equació s'empra en aquest context com una diferència capaç d'igualar el que és distint: en aquest cas, el temps solar mitjà i l'aparent. Aquesta diferència s'inclou en forma de taula junt amb alguns rellotges de sol perquè puga fer-se el canvi de l'hora solar a l'hora legal.
El canvi d'un tipus de sistema horari a hora oficial es fa mitjançant la fórmula següent:
Hora oficial = hora solar vertadera (la que marca el rellotge de sol) + equació de temps + (longitud del lloc * - longitud del meridià central del fus *) x 4 (minuts) + (2 hores d'abril a octubre o 1 la resta de l'any).

## La mesura del temps en els planetes

### Mart
Seguint les dades comprovades per la missió Viking que va amarar el 1976, es considera que el temps solar mitjà de Mart és un lapse de 24 hores 39 minuts i 35.244 segons del temps solar mitjà de la Terra, i es pot veure que és un 3% més llarg que un dia solar sobre la Terra.